# Odontolabis Snellen
Odontolabis Snellen là một loài bọ cánh cứng trong họ Lucanidae. Loài này được von Vollenhoveni Parry mô tả khoa học năm 1864.